# Észtország a 2000. évi nyári olimpiai játékokon
Észtország az ausztráliai Sydneyben megrendezett 2000. évi nyári olimpiai játékok egyik részt vevő nemzete volt. Az országot az olimpián 11 sportágban 33 sportoló képviselte, akik összesen 3 érmet szereztek.

## Érmesek
| Érem  | Versenyző        | Sportág   | Versenyszám     |
| ----- | ---------------- | --------- | --------------- |
| Arany | Erki Nool        | Atlétika  | Férfi tízpróba  |
| Bronz | Aleksei Budõlin  | Cselgáncs | Férfi váltósúly |
| Bronz | Indrek Pertelson | Cselgáncs | Férfi nehézsúly |

## Atlétika
Férfi
| Versenyző      | Versenyszám | Eredmény | Helyezés |
| -------------- | ----------- | -------- | -------- |
| Pavel Loskutov | Maraton     | 2:19:41  | 35.      |

| Versenyző          | Versenyszám   | Selejtező | Selejtező | Döntő    | Döntő    |
| Versenyző          | Versenyszám   | Eredmény  | Helyezés  | Eredmény | Helyezés |
| ------------------ | ------------- | --------- | --------- | -------- | -------- |
| Aleksander Tammert | Diszkoszvetés | 63,52 m   | 9.        | 63,25 m  | 9.       |
| Andrus Värnik      | Gerelyhajítás | 81,34 m   | 15.       | kiesett  | kiesett  |

| Versenyző      | Versenyszám | 100 m | 100 m | Távolugrás | Távolugrás | Súlylökés | Súlylökés | Magasugrás | Magasugrás | 400 m | 400 m | 110 m gát | 110 m gát | Diszkoszvetés | Diszkoszvetés | Rúdugrás | Rúdugrás | Gerelyhajítás | Gerelyhajítás | 1500 m  | 1500 m | Végeredmény | Végeredmény |
| Versenyző      | Versenyszám | Idő   | Pont  | Eredmény   | Pont       | Eredmény  | Pont      | Eredmény   | Pont       | Idő   | Pont  | Idő       | Pont      | Eredmény      | Pont          | Eredmény | Pont     | Eredmény      | Pont          | Idő     | Pont   | Pont        | Helyezés    |
| -------------- | ----------- | ----- | ----- | ---------- | ---------- | --------- | --------- | ---------- | ---------- | ----- | ----- | --------- | --------- | ------------- | ------------- | -------- | -------- | ------------- | ------------- | ------- | ------ | ----------- | ----------- |
| Erki Nool      | Tízpróba    | 10,68 | 933   | 776 cm     | 1000       | 15,11 m   | 796       | 200 cm     | 803        | 46,71 | 973   | 14,48     | 913       | 43,66 m       | 739           | 500 cm   | 910      | 65,82 m       | 826           | 4:29,48 | 748    | 8641        |             |
| Indrek Kaseorg | Tízpróba    | 11,31 | 793   | 722 cm     | 866        | 13,26 m   | 683       | 197 cm     | 776        | 50,03 | 813   | 14,57     | 902       | 41,98 m       | 705           | 480 cm   | 849      | 66,54 m       | 837           | 4:35,64 | 708    | 7932        | 16.*        |

* - egy másik versenyzővel azonos eredményt ért el

## Birkózás
Kötöttfogású
| Versenyző      | Versenyszám | Csoportkör                                                                       | Csoportkör | Negyeddöntő                 | Elődöntő                    | Bronz- mérkőzés              | Döntő             | Helyezés |
| Versenyző      | Versenyszám | Ellenfél Eredmény                                                                | Hely.      | Ellenfél Eredmény           | Ellenfél Eredmény           | Ellenfél Eredmény            | Ellenfél Eredmény | Helyezés |
| -------------- | ----------- | -------------------------------------------------------------------------------- | ---------- | --------------------------- | --------------------------- | ---------------------------- | ----------------- | -------- |
| Valeri Nikitin | 69 kg       | 4. csoport · Ghani Yalouz (FRA) · 11-8 · Csaba Hirbik (HUN) · 4-3                | 1.         | İslam Duqiçiyev (AZE) · 4-1 | Filiberto Azcuy (CUB) · 0-6 | Alekszej Gluskov (RUS) · 0-5 |                   | 4.       |
| Toomas Proovel | 85 kg       | 4. csoport · Mukhran Vakht'angadze (GEO) · 4-6 · Raatbek Szanatbajev (KGZ) · 4-2 | 2.         | kiesett                     | kiesett                     | kiesett                      | kiesett           | 9.       |
| Helger Hallik  | 130 kg      | 1. csoport · Héctor Milián (CUB) · 0-3 · Zhao Hailin (CHN) · 2-3                 | 3.         | kiesett                     | kiesett                     | kiesett                      | kiesett           | 16.      |

## Cselgáncs
Férfi
| Versenyző        | Versenyszám | Selejtező         | 32-es főtábla                         | Nyolcaddöntő                         | Negyeddöntő                        | Elődöntő                         | Vigaszág első kör | Vigaszág negyeddöntő             | Vigaszág elődöntő                 | Bronz- mérkőzés                   | Döntő             | Helyezés |
| Versenyző        | Versenyszám | Ellenfél Eredmény | Ellenfél Eredmény                     | Ellenfél Eredmény                    | Ellenfél Eredmény                  | Ellenfél Eredmény                | Ellenfél Eredmény | Ellenfél Eredmény                | Ellenfél Eredmény                 | Ellenfél Eredmény                 | Ellenfél Eredmény | Helyezés |
| ---------------- | ----------- | ----------------- | ------------------------------------- | ------------------------------------ | ---------------------------------- | -------------------------------- | ----------------- | -------------------------------- | --------------------------------- | --------------------------------- | ----------------- | -------- |
| Aleksei Budõlin  | Váltósúly   | erőnyerő          | Sergei Aschwanden (SUI) · 1001-0100   | Tölgyesi Krisztián (HUN) · 0112-0100 | Cso Incshol (KOR) · 0020-0100      |                                  |                   | Florian Wanner (GER) · 1001-0001 | Kazem Sarikhani (IRI) · 1000-0000 | Djamel Bouras (FRA) · 0013-0010   |                   |          |
| Indrek Pertelson | Nehézsúly   |                   | Steeve Nguema Ndong (GAB) · 1000-0001 | Ernesto Pérez (ESP) · 0200-0001      | Daniel Hernandes (BRA) · 1000-0000 | David Douillet (FRA) · 0000-1001 |                   |                                  |                                   | Ruslan Sharapov (BLR) · 1000-0000 |                   |          |

## Evezés
Férfi
| Versenyző                 | Versenyszám  | Előfutam | Előfutam | Vigaszág | Vigaszág | Elődöntő | Elődöntő | Elődöntő | Döntő | Döntő   | Döntő | Helyezés |
| Versenyző                 | Versenyszám  | Idő      | Hely.    | Idő      | Hely.    | Típus    | Idő      | Hely.    | Típus | Idő     | Hely. | Helyezés |
| ------------------------- | ------------ | -------- | -------- | -------- | -------- | -------- | -------- | -------- | ----- | ------- | ----- | -------- |
| Jüri Jaanson              | Egypárevezős | 7:06,58  | 3.       | 7:05,16  | 1.       | A/B      | 7:06,70  | 3.       | A     | 6:59,15 | 6.    | 6.       |
| Leonid Gulov Andrei Šilin | Kétpárevezős | 6:41,74  | 4.       | 6:35,09  | 3.       | A/B      | 6:38,75  | 5.       | B     | 6:22,78 | 3.    | 9.       |

## Kajak-kenu

### Síkvízi
Férfi
| Versenyző  | Versenyszám        | Előfutam | Előfutam | Előfutam | Elődöntő | Elődöntő | Elődöntő | Döntő   | Döntő    |
| Versenyző  | Versenyszám        | Idő      | Hely.    | Össz.    | Idő      | Hely.    | Össz.    | Idő     | Helyezés |
| ---------- | ------------------ | -------- | -------- | -------- | -------- | -------- | -------- | ------- | -------- |
| Hain Helde | Kajak egyes 500 m  | 1:42,772 | 7.       | 16.      | 1:45,916 | 9.       | 25.      | kiesett | kiesett  |
| Hain Helde | Kajak egyes 1000 m | 3:40,407 | 5.       | 19.      | 3:43,499 | 7.       | 18.      | kiesett | kiesett  |

## Kerékpározás

### Országúti kerékpározás
Férfi
| Versenyző     | Versenyszám   | Idő                     | Helyezés      |
| ------------- | ------------- | ----------------------- | ------------- |
| Jaan Kirsipuu | Mezőnyverseny | 5:30:46 (+1:38)         | 18.           |
| Erki Pütsep   | Mezőnyverseny | 5:30:46 (+1:38)         | 55.           |
| Innar Mändoja | Mezőnyverseny | nem ért célba           | nem ért célba |
| Janek Tombak  | Mezőnyverseny | nem ért célba           | nem ért célba |
| Lauri Aus     | Mezőnyverseny | nem ért célba           | nem ért célba |
| Lauri Aus     | Időfutam      | 1:02:16,275 (+4:35,855) | 32.           |

## Öttusa
| Versenyző      | Versenyszám | Lövészet | Lövészet | Lövészet | Vívás    | Vívás | Vívás | Úszás   | Úszás | Úszás | Lovaglás | Lovaglás | Lovaglás | Lovaglás | Futás   | Futás | Futás | Összesen    | Összesen |
| Versenyző      | Versenyszám | Pontszám | Pont     | Hely.    | Eredmény | Pont  | Hely. | Idő     | Pont  | Hely. | Idő      | Hibapont | Pont     | Hely.    | Idő     | Pont  | Hely. | Összes pont | Helyezés |
| -------------- | ----------- | -------- | -------- | -------- | -------- | ----- | ----- | ------- | ----- | ----- | -------- | -------- | -------- | -------- | ------- | ----- | ----- | ----------- | -------- |
| Imre Tiidemann | Férfi       | 179      | 1084     | 9.*      | 9-15     | 720   | 19.*  | 2:18,05 | 1120  | 23.   | 59,04    | 90       | 1010     | 8.       | 9:23,85 | 1146  | 5.    | 5080        | 14.      |

* - két másik versenyzővel azonos eredményt ért el

## Sportlövészet
Férfi
| Versenyző     | Versenyszám | Selejtező | Selejtező | Döntő   | Döntő    |
| Versenyző     | Versenyszám | Pont      | Helyezés  | Pont    | Helyezés |
| ------------- | ----------- | --------- | --------- | ------- | -------- |
| Andrei Inešin | Skeet       | 120       | 19.*      | kiesett | kiesett  |

* - három másik versenyzővel azonos eredményt ért el

## Úszás
Férfi
| Versenyző    | Versenyszám | Előfutam | Előfutam | Előfutam | Elődöntő | Elődöntő | Elődöntő | Döntő   | Döntő    |
| Versenyző    | Versenyszám | Idő      | Hely.    | Össz.    | Idő      | Hely.    | Össz.    | Idő     | Helyezés |
| ------------ | ----------- | -------- | -------- | -------- | -------- | -------- | -------- | ------- | -------- |
| Indrek Sei   | 50 m gyors  | 23,11    | 8.       | 29.      | kiesett  | kiesett  | kiesett  | kiesett | kiesett  |
| Indrek Sei   | 100 m gyors | 52,09    | 3.       | 43.      | kiesett  | kiesett  | kiesett  | kiesett | kiesett  |
| Raiko Pachel | 100 m mell  | 1:03,99  | 8.       | 32.*     | kiesett  | kiesett  | kiesett  | kiesett | kiesett  |
| Raiko Pachel | 200 m mell  | 2:19,71  | 3.       | 33.      | kiesett  | kiesett  | kiesett  | kiesett | kiesett  |

Női
| Versenyző       | Versenyszám | Előfutam | Előfutam | Előfutam | Elődöntő | Elődöntő | Elődöntő | Döntő   | Döntő    |
| Versenyző       | Versenyszám | Idő      | Hely.    | Össz.    | Idő      | Hely.    | Össz.    | Idő     | Helyezés |
| --------------- | ----------- | -------- | -------- | -------- | -------- | -------- | -------- | ------- | -------- |
| Jana Kolukanova | 50 m gyors  | 25,96    | 1.       | 16.**    | 26,03    | 8.       | 16.      | kiesett | kiesett  |
| Elina Partõka   | 100 m gyors | 57,71    | 2.       | 29.*     | kiesett  | kiesett  | kiesett  | kiesett | kiesett  |
| Elina Partõka   | 200 m gyors | 2:05,90  | 6.       | 31.      | kiesett  | kiesett  | kiesett  | kiesett | kiesett  |

* - egy másik versenyzővel azonos eredményt ért el

** - két másik versenyzővel azonos eredményt ért el, szétúszás után 25,86-os idővel az első helyen végzett és továbbjutott

## Vitorlázás
Férfi
| Versenyző                   | Versenyszám    | Futam | Futam | Futam  | Futam | Futam  | Futam | Futam | Futam | Futam | Futam | Futam | Pontszám | Helyezés |
| Versenyző                   | Versenyszám    | 1     | 2     | 3      | 4     | 5      | 6     | 7     | 8     | 9     | 10    | 11    | Pontszám | Helyezés |
| --------------------------- | -------------- | ----- | ----- | ------ | ----- | ------ | ----- | ----- | ----- | ----- | ----- | ----- | -------- | -------- |
| Imre Taveter                | Finn dingi     | 22    | 22    | 19     | 17    | (23)   | 22    | (26*) | 23    | 9     | 21    | 17    | 172,0    | 22.      |
| Tõnu Tõniste Toomas Tõniste | 470-es osztály | 7,0   | 14,0  | (28,0) | 17,0  | (30,0) | 25,0  | 16,0  | 14,0  | 21,0  | 25,0  | 18,0  | 157,0    | 22.      |

Nyílt
| Versenyző      | Versenyszám | Futam | Futam | Futam | Futam | Futam | Futam | Futam | Futam | Futam  | Futam | Futam | Pontszám | Helyezés |
| Versenyző      | Versenyszám | 1     | 2     | 3     | 4     | 5     | 6     | 7     | 8     | 9      | 10    | 11    | Pontszám | Helyezés |
| -------------- | ----------- | ----- | ----- | ----- | ----- | ----- | ----- | ----- | ----- | ------ | ----- | ----- | -------- | -------- |
| Peter Šaraškin | Laser       | 25    | 29    | 6     | 30    | 28    | (32)  | 27    | 32    | (44**) | 21    | 12    | 210,0    | 29.      |

* - nem ért célba

** - kizárták (korai rajt)

## Vívás
Férfi
| Versenyző                                                  | Versenyszám       | Selejtező                          | 32-es főtábla                | Nyolcaddöntő                                                          | Negyeddöntő       | Elődöntő          | Bronz- mérkőzés                                                                          | Döntő             | Helyezés |
| Versenyző                                                  | Versenyszám       | Ellenfél Eredmény                  | Ellenfél Eredmény            | Ellenfél Eredmény                                                     | Ellenfél Eredmény | Ellenfél Eredmény | Ellenfél Eredmény                                                                        | Ellenfél Eredmény | Helyezés |
| ---------------------------------------------------------- | ----------------- | ---------------------------------- | ---------------------------- | --------------------------------------------------------------------- | ----------------- | ----------------- | ---------------------------------------------------------------------------------------- | ----------------- | -------- |
| Kaido Kaaberma                                             | Párbajtőr, egyéni | erőnyerő                           | Mauricio Rivas (COL) · 13-15 | kiesett                                                               | kiesett           | kiesett           | kiesett                                                                                  | kiesett           | 17.      |
| Meelis Loit                                                | Párbajtőr, egyéni | Wang Weixin (CHN) · 15-7           | Pavel Kolobkov (RUS) · 9-15  | kiesett                                                               | kiesett           | kiesett           | kiesett                                                                                  | kiesett           | 30.      |
| Andrus Kajak                                               | Párbajtőr, egyéni | Alekszandr Poddubnij (KGZ) · 13-15 | kiesett                      | kiesett                                                               | kiesett           | kiesett           | kiesett                                                                                  | kiesett           | 33.      |
| Kaido Kaaberma Andrus Kajak Meelis Loit Nikolai Novosjolov | Párbajtőr, csapat |                                    |                              | Magyarország (HUN) · Fekete Attila · Marsi Márk · Kovács Iván · 42-45 |                   |                   | A 9. helyért · Ausztria (AUT) · Oliver Kayser · Christoph Marik · Michael Switak · 45-44 |                   | 9.       |